# Blair Niles
Blair Niles, (née Mary Blair Rice, le 15 juin 1880 à Coles Ferry (Virginie), et décédée le 12 avril 1959 à New York) est une voyageuse et romancière américaine.

## Biographie
Épouse de l'océanographe William Beebe, elle se marie ensuite à Robert Niles, dont elle adopte le patronyme pour signer ses œuvres.
Elle séjourne de nombreuses fois en Équateur, en Colombie et au Pérou, pays qui serviront de cadre à ses romans publiés entre 1923 et 1943, dont les deux plus célèbres sont Condemned to Devil's Island, sur le bagne de l'île du Diable où fut enfermé Alfred Dreyfus et Strange Brother, sur le thème de l'homosexualité.
Elle est la cofondatrice de la Society of Woman Geographers, dont elle reçoit une médaille d'or en 1944.
Elle meurt d'une hémorragie cérébrale en 1959.

## Œuvre

### Essais, journaux de voyages
- Casual Wanderings in Ecuador (1923)
- Colombia: Land Of Miracles (1924)
- Black Haiti: A Biography of Africa's Eldest Daughter (1926)
- Peruvian Pageant, A Journey In Time (1937)
- The James: From Iron Gate to the Sea (1939)
- Passengers to Mexico: The Last Invasion of the America's (1943)
- Martha's Husband: An Informal Portrait of George Washington (1951)

### Romans
- Condemned to Devil's Island (1928)
- Free (1930)
- Strange Brother (1931)
- Maria Paluna (1934)
- Day of the Immense Sun (1936)
- East by Day (1941)

## Adaptation cinématographique
- 1929 : Condamné (Condemned!), film américain réalisé par Wesley Ruggles, adaptation du roman Condemned to Devil's Island, avec Ronald Colman et Ann Harding